# Alexandre Étienne Choron
Para el músico francés, véase: Alexandre-Étienne Choron.

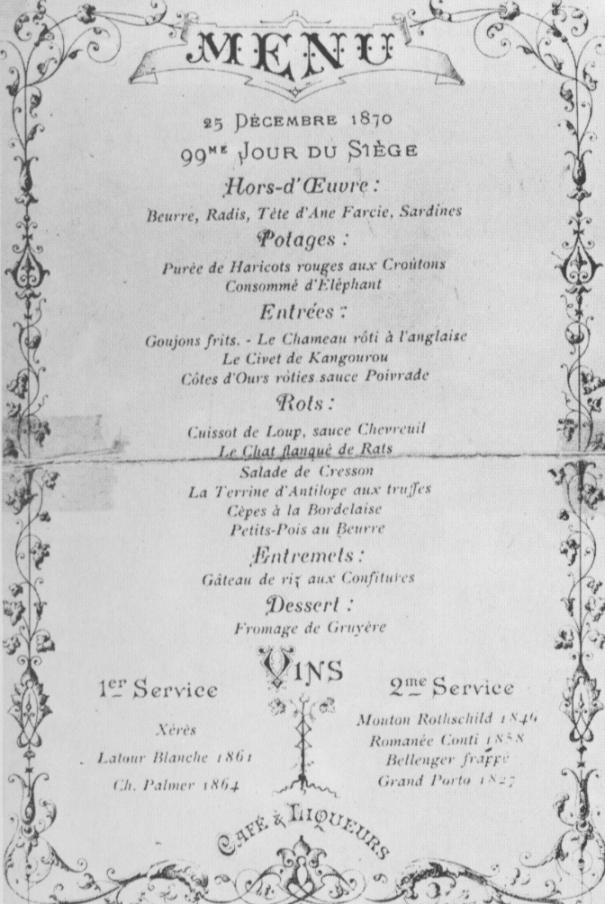
El menú del día de Navidad de 1870, que Choron creó como jefe de cocina del restaurante Voisin.

Alexandre Étienne Choron (1837, Caen, Calvados – 1924) fue un chef francés. Como jefe de cocina fue famoso por haber pertenecido al personal del afamado restaurante Voisin en la calle Saint Honoré de París. Choron es conocido por haber sido el inventor de la salsa Choron: una especie de salsa bearnesa enriquecida con concentrado de tomate antes de ser reducida.
Choron es también recordado por los platos que sirvió durante el Asedio de París por el Imperio Prusiano que comenzó el 19 de septiembre de 1870. Parece ser que durante el asedio los habitantes se vieron obligados a comer perros, gatos y ratas. Los burgueses y acomodados no estaban dispuestos a comer "animales tan bajos" y la demanda en los restaurantes caros continuó. A medida que las reservas de alimentos disminuían, estos establecimientos, incluyendo Voisin, tuvieron que improvisar. Los animales de los zoológicos empezaron a ser sacrificados para ser servidos a los ricos y Choron ofreció en su menú las partes más nobles de estos animales: cabeza de burro rellena, camello asado, consomé de elefante, estofado de canguro, patas de oso asadas en salsa de pimienta, lobo en salsa de ciervo, antílope en salsa de trufa... Choron destacó especialmente por sus platos de elefante: trompa de elefante en salsa cazadora y elefante a la borgoñona. Después de que el elefante del Jardín de Aclimatación acabara en la mesa de Navidad, los dos elefantes, Castor y Pólux, del Jardin Zoologique de París fueron consumidos el 31 de diciembre de 1870 en Voisin. A principios de enero, fue el elefante del Jardin des Plantes (Jardín Botánico de París) el enviado al matadero. Choron lo compró para su restaurante al precio de 15 francos la libra. El 13 de enero, Choron se quedó sin carne de elefante y la sustituyó por caballo. El sitio se levantó dos semanas después.